# Miss Mundo Dominicana 2016
El Miss Mundo Dominicana 2016 fue el 18 de junio de 2016 en el Renaissance Auditorio de Festival del Hotel Jaragua, Santo Domingo, República Dominicana. La ganadora representará a la República Dominicana en el Miss Mundo 2016; Miss Internacional Dominicana iba a ir Miss Internacional 2016; la Miss Café Dominicana iba a ir Reinado Internacional del Café 2017; y la Miss Atlántico Dominicana irá al Miss Atlántico Internacional 2017. El resto de los semifinalistas se destinará a otros certámenes internacionales.

## Resultados
| Resultados Final              | Candidata |
| ----------------------------- | --- |
| Miss Mundo Dominicana 2016    | Santo Domingo Norte - Yaritza Reyes |
| Miss Internacional Dominicana | Valverde - Perla Núñez |
| Miss Café Dominicana          | Peravia - Susan Castaño |
| Miss Atlántico Dominicana     | Puerto Plata - Luz Harisma Cordero |
| 1a Finalista                  | Hermanas Mirabal - Olgálid Navarro |
| 2a Finalista                  | La Altagracia - Mayrena Poueriet |
| Top 12                        | Azua - Eliana Gómez Distrito Nacional - Cristi Arnaud Punta Cana - Kathy Mora San Juan - Luisana Morretta Santiago - Shamil de los Santos Santo Domingo Este - Andrelis Rosario |

## Candidatas
| Representa                   | Candidata                         | Edad | Altura          | Residencia                 |
| ---------------------------- | --------------------------------- | ---- | --------------- | -------------------------- |
| Azua                         | Eliana Sofía Gómez Pichardo       | 22   | 1,83 m (6′ 0″)  | Santo Domingo              |
| Comunidad Dom. en los EE.UU. | Thatiana Kátherine Díaz Burgos    | 23   | 1,74 m (5′ 9″)  | Nueva York                 |
| Distrito Nacional            | Cristina Sofía Arnaud Bouregard   | 23   | 1,78 m (5′ 10″) | Santo Domingo              |
| Duarte                       | Wínifer de la Cruz de la Mota     | 19   | 1,76 m (5′ 9″)  | San Francisco de Macorís   |
| Espaillat                    | Heidy Larisa Rosario Peña         | 21   | 1,79 m (5′ 10″) | Moca                       |
| Hermanas Mirabal             | Olga Lidia Navarro Santos         | 24   | 1,77 m (5′ 10″) | Santo Domingo              |
| Independencia                | Ana Zoraida Bello Suárez          | 22   | 1,73 m (5′ 8″)  | Santo Domingo              |
| Jarabacoa                    | Jadermy Rodríguez Ureña           | 26   | 1,73 m (5′ 8″)  | Jarabacoa                  |
| La Altagracia                | Mayrena Poueriet Hidalgo          | 19   | 1,81 m (5′ 11″) | Santo Domingo              |
| La Vega                      | Yanibel Peña de los Santos        | 18   | 1,75 m (5′ 9″)  | Concepción de La Vega      |
| María Trinidad Sánchez       | Yorgelis Andrea Ortega Solís      | 21   | 1,75 m (5′ 9″)  | Santo Domingo              |
| Monseñor Nouel               | Carolina María Pérez Úckermann    | 23   | 1,73 m (5′ 8″)  | Santo Domingo              |
| Monte Plata                  | Mónica Vallejo Ruiz-del Rosario   | 24   | 1,72 m (5′ 8″)  | Santo Domingo              |
| Peravia                      | Susan Alenka Castaño Henao        | 20   | 1,74 m (5′ 9″)  | Santo Domingo              |
| Puerto Plata                 | Luz Harisma Cordero Antigua       | 23   | 1,79 m (5′ 10″) | Santo Domingo              |
| Punta Cana                   | Kátherine Albenis Mora Lorenzo    | 21   | 1, m (3′ 3″)    | Santo Domingo              |
| San Juan                     | Luisana Margarita Morretta Guzmán | 20   | 1,78 m (5′ 10″) | Santo Domingo              |
| Sánchez Ramírez              | Aurelina Esther Acevedo García    | 18   | 1,72 m (5′ 8″)  | Fantino                    |
| Santiago                     | Shamil de los Santos Abukaram     | 19   | 1,80 m (5′ 11″) | Santiago de los Caballeros |
| Santiago Rodríguez           | Vangelys Bethsabé Cabral Báez     | 23   | 1,77 m (5′ 10″) | Santiago de los Caballeros |
| Santo Domingo Este           | Liz Andrelis Rosario Castellanos  | 22   | 1,78 m (5′ 10″) | Santo Domingo              |
| Santo Domingo Norte          | Yaritza Miguelina Reyes Ramírez   | 22   | 1,81 m (5′ 11″) | Santo Domingo              |
| Valverde                     | Perla Mabel Núñez Vargas          | 22   | 1,78 m (5′ 10″) | Santo Domingo              |